# RoRo-Schiff

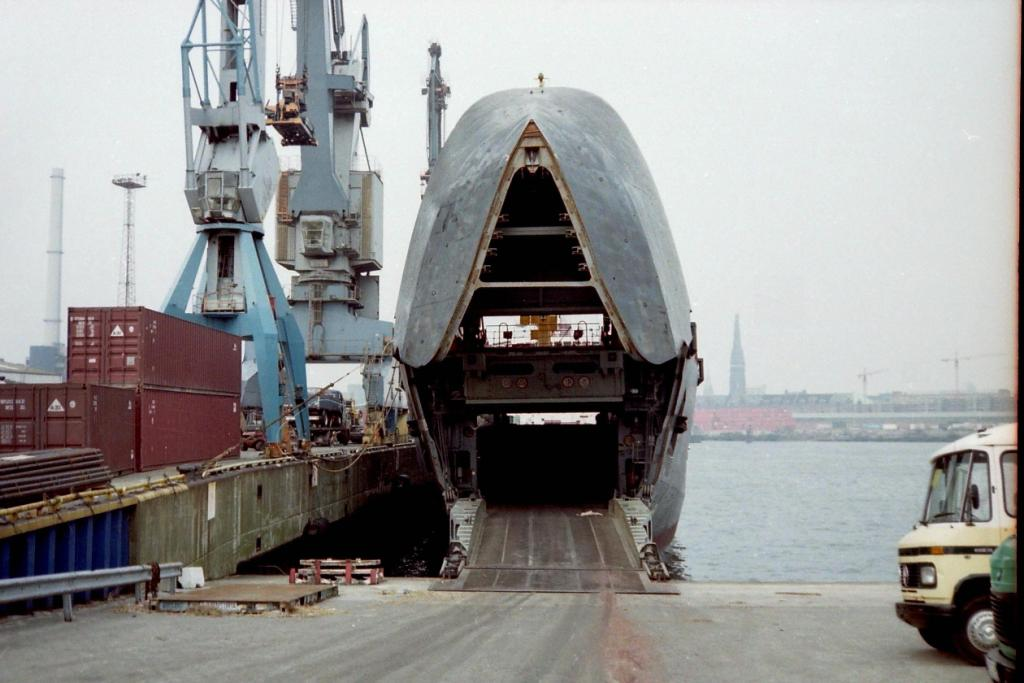
Sowjetisches RoRo-Schiff mit geöffneter Bugklappe beim Ladungsumschlag

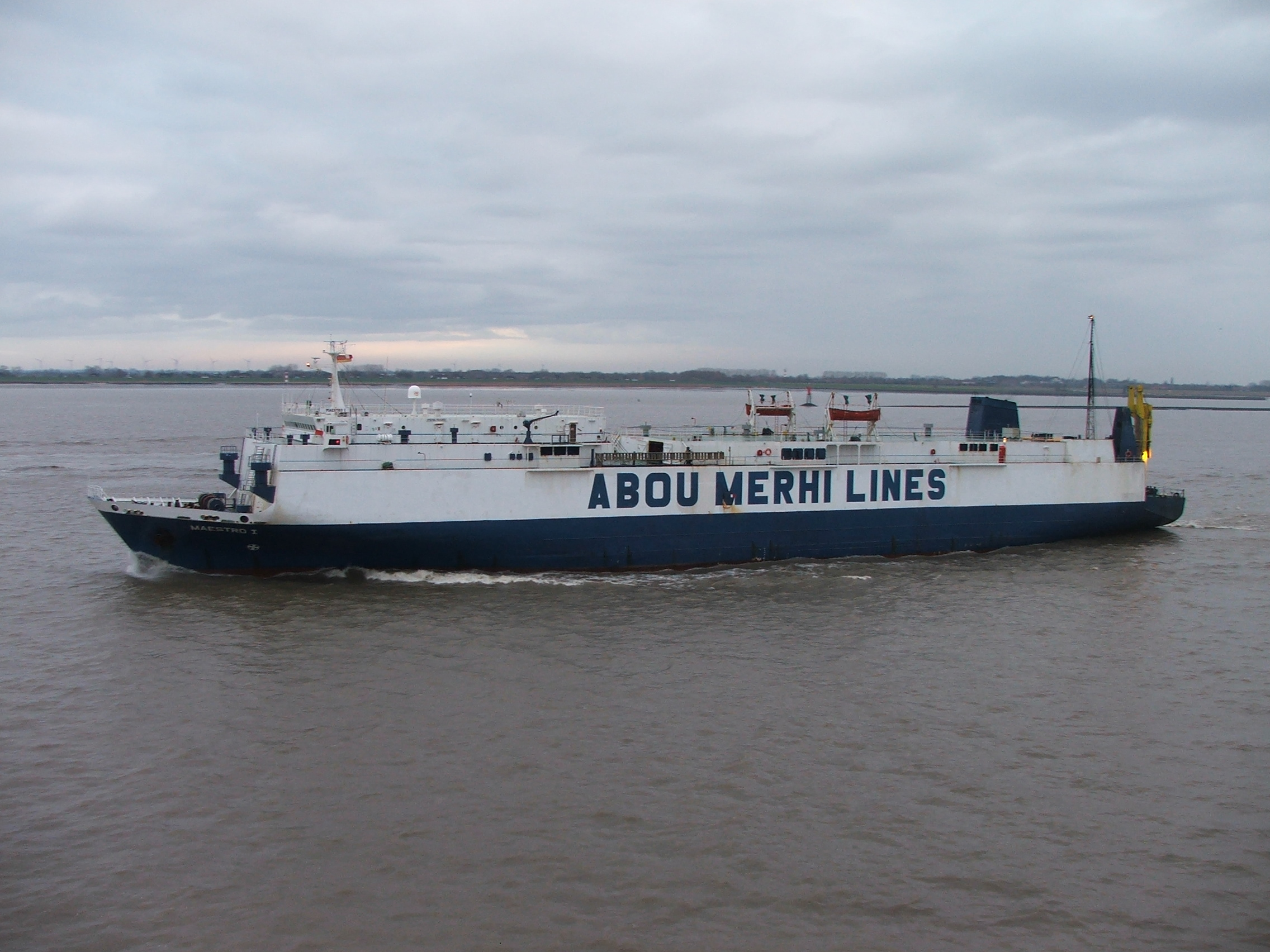
Älteres RoRo-Schiff auf der Elbe

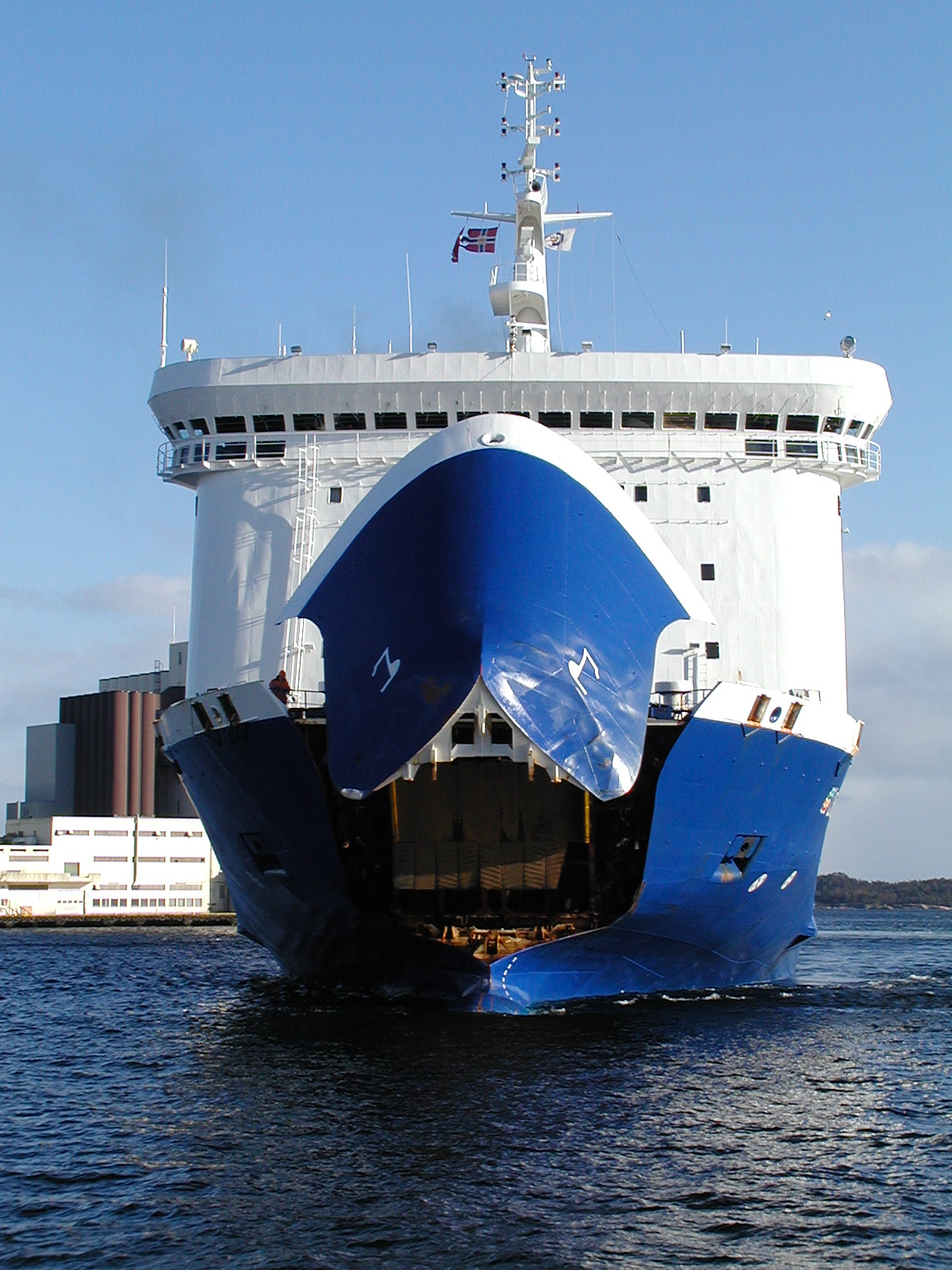
RoRo-Fähre Christian IV beim Anlegemanöver in Kristiansand

RoRo-Schiffe (von englisch Roll on Roll off) sind Schiffe, die bewegliche Güter im RoRo-Verfahren transportieren.
Dies bedeutet im Gegensatz zum LoLo-Verfahren, dass die Ladung auf das Schiff gefahren wird. Dabei handelt es sich meist um eine Kombination aus Fahrzeugen wie Pkw oder Lkw oder auch Zügen, die selbst an Bord der Schiffe fahren können, als auch standardisierte Ladeeinheiten und Wechselbrücken, die durch spezielle Zugmaschinen an Bord gestaut werden. RoRo-Schiffe haben hierzu befahrbare Decks, auf die die Ladung gerollt werden kann. Diese sind oft in der Höhe variabel, wodurch der Laderaum flexibler genutzt werden kann. Zum Be- und Entladen besitzen RoRo-Schiffe Bug-, Seiten- oder Heckluken, durch die die Fahrzeuge über Rampen an Bord fahren können.
Vorteile des RoRo-Verfahrens liegen in kurzen Umschlagszeiten, schonendem Ladungsumschlag, einfacher Hafeninfrastruktur und Flexibilität in der Ladungszusammensetzung.
Nachteilig sind die höheren Baukosten, da RoRo-Schiffe Spezialschiffe sind und oft auf spezielle Anforderungen hin gebaut werden. Zudem ist die Laderaumnutzung nicht optimal lösbar. Innerhalb des Kurzstrecken-Seeverkehrs und für einige Spezialladungen (Kfz, Papier) überwiegen jedoch die Vorteile von RoRo-Systemen.

## Geschichte
Das Prinzip des RoRo-Schiffes war schon während der Kreuzzüge bekannt. Man brauchte damals Spezialschiffe zum Transport von Pferden und baute zu diesem Zweck sogenannte „Torschiffe“.
1123 transportierten die Venezianer erstmals Pferde über eine große Entfernung mit zahlreichen Zwischenstopps. 1129 schiffte sich Hugo von Payns (1070–1136) in Marseille mit vielen Pferden, Reitern und Fußvolk ein. Während der byzantinisch-lateinischen Expedition gegen die Hafenstadt Damiette in Ägypten im Jahr 1169 hatten die Byzantiner ihre Schiffe so umgebaut, dass die Pferde über eine Rampe an Bord und an Land gebracht werden konnten.
Jean de Joinville (1225–1317) beschrieb die „Torschiffe“ Jahre später: An jenem Tag ließ man das Tor des Schiffes öffnen und man brachte all unsere Pferde hinein, die wir übers Meer mitnehmen sollten. Dann schloss man das Tor wieder und dichtete es gut ab, wie man ein Fass abdichtet, weil das ganze Tor unter Wasser liegt, wenn das Schiff auf See ist.
Als Erfinder neuzeitlicher RoRo-Schiffe gilt Thomas Bouch (1822–1880), dessen erste Eisenbahnfähre 1851 in Betrieb genommen wurde. Lange blieb das RoRo-Prinzip weitestgehend auf Eisenbahn- und Binnenfähren beschränkt. Im Zweiten Weltkrieg entwickelte man Landungsboote, deren Verwendung nach Kriegsende die Entwicklung von RoRo-Schiffen für Straßenfahrzeuge anstieß. Die rasche Ausweitung des Individualverkehrs führte in den 1940er und 1950er Jahren zur weitgehenden Umstellung der Fährverkehre auf das RoRo-Prinzip. Seit den 1960er Jahren entwickelten sich darüber hinaus zahlreiche RoRo-Frachtverkehre, deren schnellere Umschlagszeiten insbesondere auf kurzen Seestrecken Vorteile brachten.

## Heutige Bedeutung
Heute ist der Warentransport durch RoRo-Schiffe im Kurz- und Mittelstrecken-Seeverkehr eine bedeutende Größe. Der Großteil des Lkw-Verkehrs zwischen Finnland und Westeuropa (u. a. Häfen in Lübeck, Rostock und Kiel) wird mittels RoRo-Schiffen abgewickelt. Es gibt jedoch auch transatlantische und weltumspannende RoRo-Liniendienste, mehrheitlich Autotransporter oder im kombinierten Transport mit Containern.

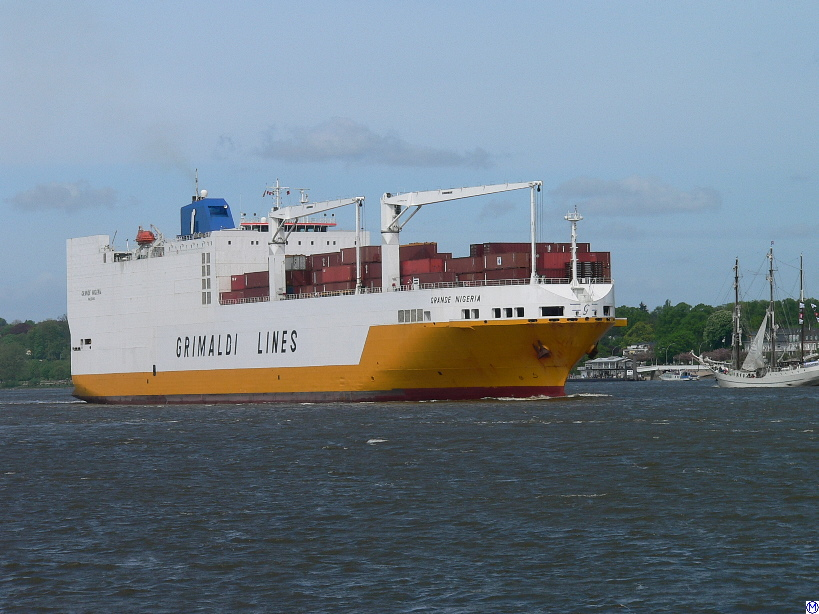
ConRo Grande Nigeria aufkommend Hamburg

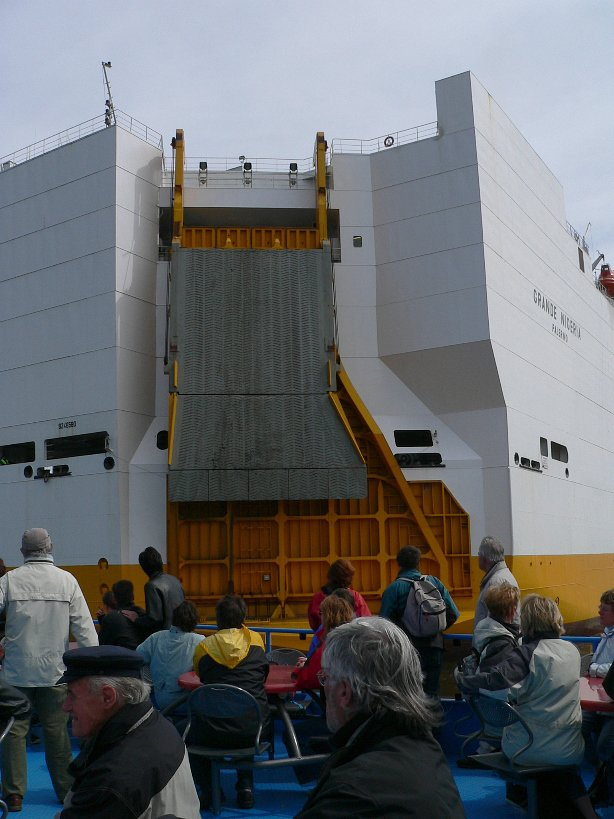
ConRo Grande Nigeria Hecktür und Rampe

Spezialtypen des RoRo-Frachters sind:
- Autotransporter
- ConRo-Schiff (Kombination von Container- und RoRo-Schiff)
- Fähren, mit oder ohne Möglichkeit des Passagiertransportes
- Landungsschiffe
- LoRo-Schiff (Kombination aus LoLo- und RoRo-Schiff)
- Militärtransporter

## Sicherheit
RoRo-Schiffe benötigen, um die Ladung aufzunehmen, große Öffnungen in der Außenhaut. Dies stellt ein Risiko dar, da im Falle von Störungen oder Fehlbedienung durch diese Öffnungen große Mengen an Wasser eindringen können. In Verbindung mit den großen, schlecht zu teilenden Laderäumen und meist beweglicher Ladung kann dies zu einer raschen, kritischen Stabilitätsänderung führen, die in einer schwerwiegenden Havarie enden könnte. Aus diesem Grund schreibt SOLAS mehrfach redundante Sicherungssysteme, häufige Übungen und technische Überprüfungen vor.
Das größte Risiko bei RoRo-Schiffen stellen die großen freien Oberflächen der Laderäume dar. Eindringendes Wasser kann sich in den Fahrzeugdecks nahezu ungebremst verteilen. Wenn dieses Wasser nicht kontinuierlich über Speigatten oder leistungsstarke Lenzpumpen nach Außenbord gegeben wird, kann das zunehmende Gewicht zu einer starken Krängung bis hin zum Kentern führen. Trotz allem gab es in der Vergangenheit einige Katastrophen auf RoRo-Schiffen:
- Bei der Fähre Herald of Free Enterprise drang das Wasser durch eine noch nicht geschlossene Bugpforte ein, was dazu führte, dass sie innerhalb von 90 Sekunden, nachdem sie den Hafen verlassen hatte, kenterte. Die Internationale Seeschifffahrts-Organisation reagierte nach dem Untergang und gab präzise Regelungen für die Außenhautpforten und Sicherheitseinrichtungen auf RoRo-Schiffen vor.
- Beim Untergang der Al-Salam Boccaccio 98 führte offenbar das sich im Fahrzeugdeck sammelnde Löschwasser zum krängenden Drehmoment.

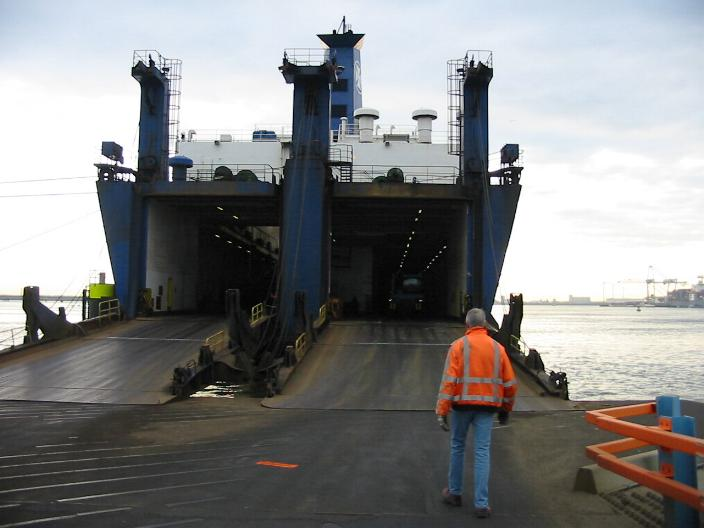
Beladung über die Doppelheckrampe

Durch solch große Krängungen können Außenhautpforten unter Wasser geraten, die nicht wasserdicht konstruiert sind (z. B. Abluftklappen, Versorgungsluken etc.). Die Folge sind Sekundärflutungen, durch die noch mehr Wasser nachströmt und das Schiff schließlich kentert und sinkt.

### Gesunkene RoRo-Schiffe
- Princess Victoria 1953
- Skagerak 1966
- Herakleion 1966
- Zenobia 1980
- Salem Express 1991
- Jan Heweliusz 1993
- Estonia 1994
- Express Samina 2000
- Al-Salam Boccaccio 98 2006
- Spice Islander I 2011
- Sewol 2014
- Grande America 2019

### Gekenterte und wieder geborgene RoRo-Schiffe
- Sloman Ranger 12. Juni 1981 (im Mittelmeer nach Kollision gekentert, wieder geborgen)
- Herald of Free Enterprise 1987 (in Zeebrügge bei Hafenausfahrt gekentert, später in Kaohsiung (Taiwan) abgewrackt)